# واهرام دومانیان
واهرام ژورایی دومانیان (Վահրամ Ժորայի Դումանյան؛ زادهٔ ۹ سپتامبر ۱۹۶۲) یک ریاضی‌دان و سیاستمدار اهل ارمنستان است که از تاریخ ۲۳ نوامبر ۲۰۲۰ تا دسامبر ۲۰۲۲ در دولت دوم نیکول پاشینیان و دولت سوم نیکول پاشینیان سمت وزارت آموزش، علوم، فرهنگ و ورزش ارمنستان را برعهده داشت.

## زندگی‌نامه
در  ۹ سپتامبر ۱۹۶۲ در ایروان به دنیا آمد و از دانشگاه دولتی ایروان فارغ‌التحصیل شد. 